# Paul McStay
Paul Michael Lyons McStay (ur. 22 października 1964 w Hamilton) – szkocki piłkarz grający na pozycji środkowego pomocnika. Kawaler Orderu Imperium Brytyjskiego (MBE).

## Kariera klubowa
McStay urodził się w mieście Hamilton, jednak karierę piłkarską rozpoczął w mieście Glasgow. Wychował się w tamtejszym klubie Celtic F.C., jednym z najbardziej utytułowanych w kraju. W wieku 17 lat zaczął grywać w młodzieżowej drużynie Celtic Boys Club, a niedługo potem podpisał profesjonalny kontrakt z Celtikiem. W pierwszym zespole Celticu Paul zadebiutował 30 stycznia 1982 roku w wygranym 3:1 wyjazdowym spotkaniu Scottish Premier League z Aberdeen F.C. i w debiucie zdobył gola. W wyjściowym składzie „The Bhoys” McStay zaczął grać w sezonie 1982/1983, gdy menedżerem klubu był Billy McNeill. Od tego czasu miał pewne miejsce w drużynie Celticu. W 1983 roku osiągnął swój pierwszy sukces, gdy z Celtikiem zdobył Puchar Ligi Szkockiej, a po swoje pierwsze mistrzostwo kraju sięgnął w 1986, a w 1988 roku wywalczył je ponownie. Od tego czasu dziewięciokrotnie z rzędu mistrzem zostawał odwieczny rywal Celticu, Rangers F.C. W 1990 roku po odejściu Roya Aitkena do Newcastle United McStay został mianowany kapitanem zespołu i funkcję tę pełnił aż do zakończenia swojej kariery. W 1995 roku za menedżerskiej kadencji Tommy’ego Burnsa Paul osiągnął swój ostatni sukces – zdobył Puchar Szkocji (wygrał go także w latach 1985, 1988 i 1989). Sezon 1996/1997, w którym rozegrał tylko 15 meczów, był ostatnim dla niego w sportowej karierze. Zakończył ją w wieku 33 lat. Rozegrał 678 meczów w barwach Celticu i zdobył w nich 72 gole. W lidze szkockiej strzelił 57 bramek w 514 rozegranych meczach.
W 2002 roku McStay został wybrany do jedenastki wszech czasów Celticu. wybranej w wyniku głosowania fanów klubu. Jest także członkiem Scottish Football Hall of Fame, czyli Galerii Sław Szkockiej Piłki Nożnej.
| Sezon   | Klub        | Kraj    | Rozgrywki      | Mecze | Bramki |
| ------- | ----------- | ------- | -------------- | ----- | ------ |
| 1981/82 | Celtic F.C. | Szkocja | Premier League | 10    | 1      |
| 1982/83 | Celtic F.C. | Szkocja | Premier League | 36    | 6      |
| 1983/84 | Celtic F.C. | Szkocja | Premier League | 34    | 3      |
| 1984/85 | Celtic F.C. | Szkocja | Premier League | 32    | 4      |
| 1985/86 | Celtic F.C. | Szkocja | Premier League | 34    | 8      |
| 1986/87 | Celtic F.C. | Szkocja | Premier League | 43    | 3      |
| 1987/88 | Celtic F.C. | Szkocja | Premier League | 44    | 5      |
| 1988/89 | Celtic F.C. | Szkocja | Premier League | 33    | 5      |
| 1989/90 | Celtic F.C. | Szkocja | Premier League | 35    | 3      |
| 1990/91 | Celtic F.C. | Szkocja | Premier League | 30    | 2      |
| 1991/92 | Celtic F.C. | Szkocja | Premier League | 31    | 7      |
| 1992/93 | Celtic F.C. | Szkocja | Premier League | 43    | 4      |
| 1993/94 | Celtic F.C. | Szkocja | Premier League | 35    | 2      |
| 1994/95 | Celtic F.C. | Szkocja | Premier League | 29    | 1      |
| 1995/96 | Celtic F.C. | Szkocja | Premier League | 30    | 2      |
| 1996/97 | Celtic F.C. | Szkocja | Premier League | 15    | 1      |

## Kariera reprezentacyjna
W reprezentacji Szkocji McStay zadebiutował 21 września 1983 roku w wygranym 2:0 towarzyskim spotkaniu z Urugwajem, jednak w 17. minucie doznał kontuzji i został zmieniony przez Davida Doddsa. Pierwszą bramkę w drużynie narodowej zdobył 17 października 1984 w meczu z Islandią (3:0). W 1986 roku był w kadrze Szkotów na Mundialu w Meksyku i na tym turnieju rozegrał jedno spotkanie: zremisowane 0:0 z Urugwajem. W 1990 roku Andy Roxburgh zabrał go na Mistrzostwa Świata we Włoszech, na których zagrał we wszystkich trzech grupowych spotkaniach Szkotów: przegranym 0:1 z Kostaryką, w wygranym 2:1 ze Szwecją i przegranym 0:1 z Brazylią. Natomiast w 1992 roku na Euro 92 także zaliczył trzy spotkania: z Holandią (0:1), z Niemcami (0:2) i Wspólnotą Niepodległych Państw (3:0 i gol w 7. minucie). Ostatni mecz w drużynie narodowej rozegrał w kwietniu 1997 przeciwko Austrii, a łącznie wystąpił w niej 76 razy i strzelił 9 goli.
Sukcesy McStay osiągał także z drużyną młodzieżową, w kategorii U-18. W 1982 roku był kapitanem drużyny na Mistrzostwa Europy U-18. W finale Szkoci pokonali 3:1 Czechosłowację i zostali mistrzami Europy.